# ТТ-4М
ТТ-4М — чокерный трелёвочный трактор, модификация трактора ТТ-4. Предназначен для трелёвки крупномерного и среднего леса, окучивания хлыстов и деревьев с высотой штабеля не более одного метра, для транспортировки леса в полупогруженном состоянии, обеспечивая погрузку на лесовозный транспорт, а также для работы с различными навесными и прицепными лесозаготовительными машинами и орудиями, нагружающие факторы которых не превышают показателей технической характеристики машины. Трактор в исполнении ТТ-4М-01 (шасси трактора) предназначен для использования в качестве тягово-транспортно-энергетического шасси машин разнообразного назначения: валочно-трелевочных, валочно-пакетирующих, трелевочных бесчокерных, сучкорезных, погрузочных, землеройных, геологоразведочных, дорожно-строительных, бурильно-крановых, агрегатов передвижных сварочных (АПС), лесохозяйственных и многих других, эксплуатирующихся преимущественно в условиях бездорожья и пересеченной местности.
Комплектации:
- ТТ-4М — в тросочокерном исполнении;
- ТТ-4М-01 — без технологического оборудования (погрузочного устройства, блока лебедки с раздаточной коробкой, гидропривода погрузочного устройства) с установкой масляного бака увеличенной ёмкости, дополнительным приводом гидронасосов;
- ТТ-4М-04 — дополнительно укомплектован толкателем с гидроприводом;
- ТТ-4М-07 — дополнительно укомплектован бульдозерным оборудованием.

С 2010 года производство прекратилось в связи с прекращением существования завода изготовителя - Алтайский тракторный завод; серийно изготавливается ряд аналогов. 

## Технические данные трактора трелевочного ТТ-4М
| Характеристика                                          | Значение    |
| ------------------------------------------------------- | ----------- |
| Двигатель                                               | А-01МРСИ    |
| Мощность двигателя кВТ (л. с.)                          | 95,5 (130)  |
| Удельный расход топлива, л/ч                            | 6,67        |
| Скорость движения, м/с                                  | 0,634-2,284 |
| Количество передач вперед/назад                         | 8/4         |
| Дорожный просвет, мм                                    | 537         |
| Предельный угол подъёма, рад (град)                     | 0,44(25)    |
| Максимальная высота преодолеваемого препятствия, м      | 0,6         |
| Максимальная глубина преодолеваемого брода, м           | 0,8         |
| Среднее услов. давление на грунт (незапр. трактор), кПа | 38          |
| Высота, мм                                              | 2880        |
| Ширина, мм                                              | 2700        |
| Длина, мм                                               | 6070        |
| Максимальная вертикальная нагрузка на раму, кН          | 68,7        |